# Eritreum
Eritreum melakeghebrekristosi — це вимерлий вид хоботних ссавців, який мешкав у північно-східній Африці під час пізнього олігоцену близько 27 мільйонів років тому і вважається відсутньою ланкою між сучасними слонами та їхніми предками. Скам'янілості цього виду є найдавнішими з відомих скам'янілостей із горизонтальним зміщенням зубів, що спостерігається у сучасних слонів. Вважається, що вид важив 484 кг і мав висоту в плечі близько 1,3 м, що набагато менше, ніж сучасні види.
Назва Eritreum походить від Еритреї, країни на Африканському Розі, де був виявлений зразок. Видова назва melakeghebrekristosi на честь Мелаке Гебрекрістоса, фермера, який знайшов зразок.